# 抚远市
抚远市是中华人民共和国黑龙江省佳木斯市代管的一个县级市，位于黑龙江省东北部，地处黑龙江、乌苏里江交汇的三江平原区域，与双鸭山市接壤，与俄罗斯隔江相望。全县面积6262.48平方公里。抚远市地处中国陆地最东端，有“华夏东极”、“东方第一城”之称。抚远市位于东北亚经济圈的中心位置，是中国东北地区重要的出境通道。市人民政府驻抚远镇长江路111号。

## 地理
抚远市地处黑龙江省东部、佳木斯市东北部，黑龙江、乌苏里江交汇的三角地带，是中国最东部的县级行政单位，也是中国最早见到太阳的地方。抚远市西与同江市毗连，南与双鸭山市饶河县接壤，北与俄罗斯犹太自治州、东与哈巴罗夫斯克边疆区隔江相望。地理坐标是东经133° 40′ 08″至135° 5′20″，北纬47° 25′30″至48° 27′40″。全市总面积6262.48平方千米，边境线长275千米。抚远市距离黑龙江省省会哈尔滨市直线距离约650公里，市政府所在地抚远镇距俄罗斯远东第一大城市哈巴罗夫斯克（伯力）直线距离仅40千米，航道距离仅65千米。
| 抚远(1981−2010)      | 抚远(1981−2010) | 抚远(1981−2010) | 抚远(1981−2010) | 抚远(1981−2010) | 抚远(1981−2010) | 抚远(1981−2010) | 抚远(1981−2010) | 抚远(1981−2010) | 抚远(1981−2010) | 抚远(1981−2010) | 抚远(1981−2010) | 抚远(1981−2010) | 抚远(1981−2010) |
| 月份                 | 1月             | 2月             | 3月             | 4月             | 5月             | 6月             | 7月             | 8月             | 9月             | 10月            | 11月            | 12月            | 全年            |
| -------------------- | --------------- | --------------- | --------------- | --------------- | --------------- | --------------- | --------------- | --------------- | --------------- | --------------- | --------------- | --------------- | --------------- |
| 历史最高温 °C（°F）  | −0.7 (30.7)     | 4.5 (40.1)      | 16.6 (61.9)     | 26.1 (79.0)     | 31.8 (89.2)     | 33.5 (92.3)     | 36.6 (97.9)     | 35.5 (95.9)     | 29.3 (84.7)     | 24.9 (76.8)     | 13.3 (55.9)     | 1.2 (34.2)      | 36.6 (97.9)     |
| 平均高温 °C（°F）    | −15.8 (3.6)     | −10.4 (13.3)    | −1.5 (29.3)     | 10.0 (50.0)     | 18.2 (64.8)     | 23.4 (74.1)     | 26.3 (79.3)     | 24.4 (75.9)     | 18.8 (65.8)     | 9.8 (49.6)      | −3.2 (26.2)     | −13.4 (7.9)     | 7.2 (45.0)      |
| 日均气温 °C（°F）    | −19.6 (−3.3)    | −14.7 (5.5)     | −5.8 (21.6)     | 5.3 (41.5)      | 13.1 (55.6)     | 18.8 (65.8)     | 22.0 (71.6)     | 20.6 (69.1)     | 14.5 (58.1)     | 5.5 (41.9)      | −7.0 (19.4)     | −16.9 (1.6)     | 3.0 (37.4)      |
| 平均低温 °C（°F）    | −23.5 (−10.3)   | −19.5 (−3.1)    | −10.8 (12.6)    | 0.7 (33.3)      | 8.1 (46.6)      | 14.2 (57.6)     | 18.0 (64.4)     | 17.0 (62.6)     | 10.4 (50.7)     | 1.5 (34.7)      | −10.4 (13.3)    | −20.2 (−4.4)    | −1.2 (29.8)     |
| 历史最低温 °C（°F）  | −37.0 (−34.6)   | −33.9 (−29.0)   | −29.0 (−20.2)   | −11. (12)       | −1.5 (29.3)     | 5.4 (41.7)      | 9.6 (49.3)      | 9.8 (49.6)      | −1.0 (30.2)     | −11.6 (11.1)    | −27.5 (−17.5)   | −33.5 (−28.3)   | −37.0 (−34.6)   |
| 平均降水量 mm（）    | 9.3 (0.37)      | 7.6 (0.30)      | 17.8 (0.70)     | 36.5 (1.44)     | 51.9 (2.04)     | 68.4 (2.69)     | 121.1 (4.77)    | 156.1 (6.15)    | 72.6 (2.86)     | 40.5 (1.59)     | 19.3 (0.76)     | 10.4 (0.41)     | 611.5 (24.08)   |
| 来源：中国气象数据网 |                 |                 |                 |                 |                 |                 |                 |                 |                 |                 |                 |                 |                 |

## 历史
清朝宣统元年（1909年）在伊加嘎地方设绥远州，隶属临江府管辖。
民国二年（1913年）改绥远州为绥远县，划归吉林省依兰道所辖，民国十八年（1929年）绥远县因與綏遠省重名，更名为抚远县，为祈使此地永远安抚、平定之意。
2008年10月14日，中俄双方在黑瞎子岛举行了“中华人民共和国与俄罗斯联邦国界东段界桩揭幕仪式”。同日，中华人民共和国外交部和俄罗斯外交部通过换文确认《中华人民共和国和俄罗斯联邦关于中俄国界东段的补充协定》及其附件正式生效。两国边防部队已开始按双方勘定的国界线履行防务。
2011年，黑龙江省确定五个省直管县，该县为首批试点的两个县之一，行政级别副地厅级，副处级以上干部和财政权归省直管，司法、人大和政协归佳木斯市管辖。
2012年3月30日，中华人民共和国黑龙江省公安边防总队在黑瞎子岛举行揭牌仪式，宣布设立黑瞎子岛公安边防执勤点。
2013年8月30日，新华社新闻称，因松花江黑龙江特大洪水，中国版图最东端的黑瞎子岛，自然地表已全部被洪水淹没。
2015年7月3日至5日，全中華人民共和国户外运动嘉年华暨全国户外运动休闲系列赛在黑瞎子岛举行，活动是国家体育总局登山运动管理中心重点推广的品牌户外运动项目。
2016年1月，经民政部批准，抚远县撤县设市。

## 人口
根据第七次人口普查数据，截至2020年11月1日零时，抚远市常住人口97329人。

## 人物
- 中华人民共和国开国第一任县委书记孙庆文(1920—1983)，祖籍安徽萧县，1937年参加当地游击队，1938年參加中国人民解放军，同年加入中国共产党，开国授衔少校，第四野战军炮兵团团长，战争年代多次参加保家卫国战役，屡次负伤并被评为战斗英雄，战争结束后被上级派往抚远县继续参加党政工作。建县初期，孙庆文带领全县人民屯垦戍边，大力发展渔业生产，实施多劳多得制度。在当时，这一举措大大促进了当地经济发展，深受当地人民的爱戴。

## 行政区划
抚远市下辖5个镇、5个乡：
抚远镇、寒葱沟镇、浓桥镇、乌苏镇、黑瞎子岛镇、通江镇、海青镇、浓江乡、别拉洪乡、鸭南乡、前哨农场、前锋农场和二道河农场。

## 交通

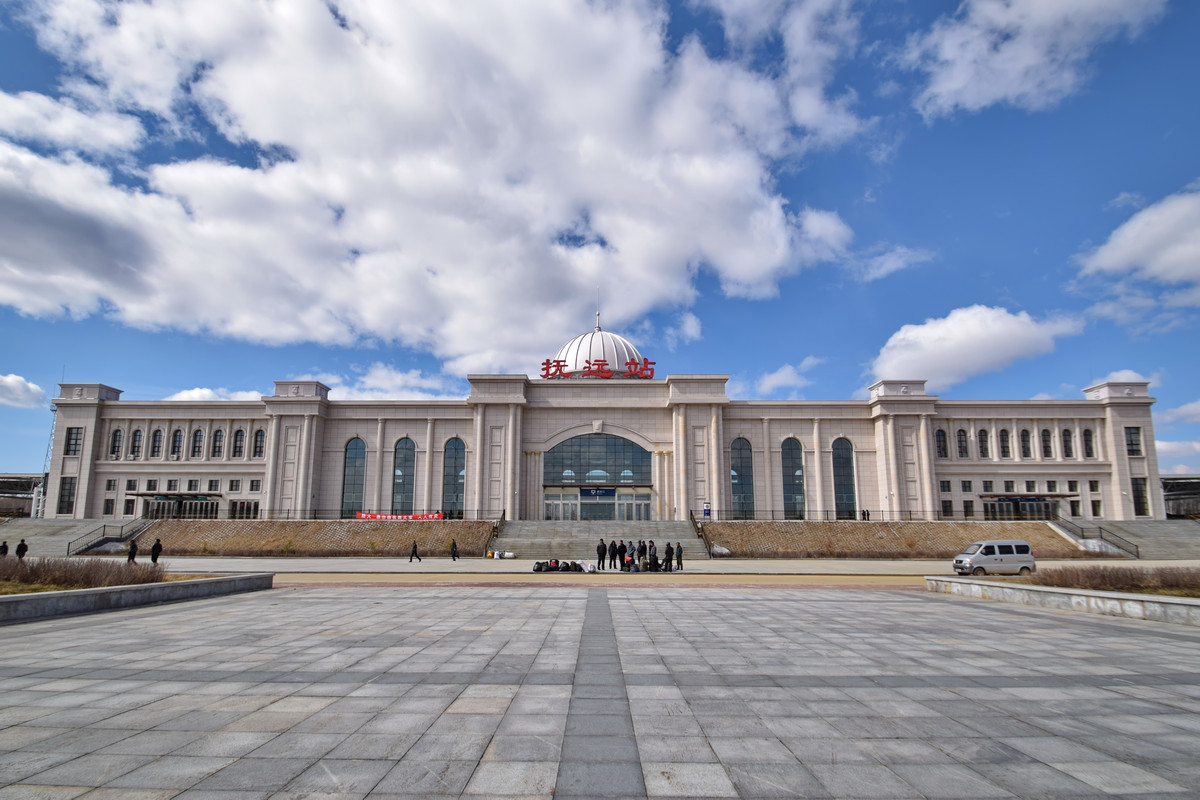
抚远站

- 前抚铁路抚远站（2012年12月18日开通）
- 抚远东极机场（2014年5月26日通航）
- 102国道終點。
- 331国道过境。

## 特产
抚远黑龙江大马哈鱼鱼子：中国地理标志产品。
自2014年起，抚远市开始形成蔓越莓种植产业，规模化种植蔓越莓，2019年，抚远注册了蔓越莓的“红海小镇”品牌。目前，抚远是中国最大的蔓越莓种植地。